# Кут огляду

Кут зору камери можна вимірювати по горизонталі, вертикалі або по діагоналі.

В фотографії, кут огляду або кут зору (англ. angle of view, AOV)) задає кутову міру даної сцени, яка зображається камерою. Він використовується взаємозамінно з більш загальним терміном поле зору.
Важливо відрізняти поняття кута зору від кута охоплення, який описує найбільший діапазон кута, який може захоплювати лінза. Зазвичай коло зображення, яке утворюється лінзою достатньо велике аби покрити плівку або сенсор повністю, можливо із ефектом віньєтування по краях кадру. Якщо кут охоплення лінзи не дозволяє заповнити сенсор, тоді буде видно коло зображення, зазвичай з дуже сильним ефектом віньєтування на краях, і тоді ефективний кут зору буде обмежений кутом охоплення.
Кут зору камери залежить не лише від об'єктиву але і від сенсору. Цифрові сенсори зазвичай менші за 35 мм плівку, і це призводить до зменшення кута огляду в порівнянні з 35 мм плівкою, на конкретне константне значення для різних сенсорів (називається кроп-фактором). У звичайних цифрових камерах, кроп-фактор може бути різним в діапазоні від 1 (професійні дзеркальні камери), до 1.6 (для бюджетних дзеркальних камер), до 2 (Мікро 4:3 ILC) до 6 (для більшості компактних камер).

## Розрахунок кута зору камери

В цій симуляції, зміна кута огляду і відстані до камери при утриманні об'єкту в кадрі в результаті дає досить різні зображення. При відстанях що наближаються до нескінченності, промені світла будуть майже паралельними один одному, що призводить до більш «плоского» зображення. На малих відстанях при великих кутах огляду об'єкт виглядає «укороченим».

Для лінз, що мають прямолінійну (без просторового спотворення) проєкцію зображень віддалених об'єктів, ефективна фокусна відстань і розміри формату зображення повністю визначають кут огляду. Розрахунки для лінз які мають не прямолінійні зображення буде більш складним і не дуже є корисним для більшості практичних застосувань. (Для випадку із лінзами що мають дисторсію, наприклад, риб'ячого ока, більш довший об'єктив із дисторсією може мати ширший кут огляду ніж порівняно короткий об'єктив із малою дисторсією)
Кут огляду може вимірюватись горизонтально (від правого до лівого краю кадру), вертикально (від верхнього до нижнього краю кадру), або по діагоналі (від одного кута кадру до протилежного).
Для об'єктивів, що проектують прямолінійні зображення (із фокусом у безмежність), кут огляду (α) може бути обчислений із обраного розміру (d), і ефективної фокусної відстані (f) за наступною формулою:
{\displaystyle \alpha =2\arctan {\frac {d}{2f}}}
{\displaystyle d} представляє собою розмір плівки (або сенсору) в тому напрямку в якому визначається кут. Наприклад, для 35 мм плівки, що має ширину в 36 мм і висоту 24 мм, {\displaystyle d=36} мм треба використовувати для отримання горизонтального кута огляду і {\displaystyle d=24} мм для вертикального кута.
Оскільки це тригонометрична функція, кут зору не змінюється зовсім лінійно відповідно до зменшення фокусної відстані. Однак, для випадків крім ширококутних об'єктивів, можна досить точно апроксимувати {\displaystyle \alpha \approx {\frac {d}{f}}} радіани або {\displaystyle {\frac {180d}{\pi f}}} градуси.
Ефективна фокусна відстань майже дорівнює зазначеній фокусній відстані об'єктива (F), крім випадку з макрофотографією де відстань від об'єктиву до об'єкта є порівняною до фокусної відстані. В такому випадку, варто враховувати фактор збільшення (m):
{\displaystyle f=F\cdot (1+m)}
(В фотографуванні {\displaystyle m} зазвичай задається додатнім числом, не зважаючи на перевернутість зображення.) Наприклад, при факторі збільшення 1:2, отримуємо {\displaystyle f=1.5\cdot F} і таким чином кут огляду зменшився на 33 % ніж при фокусуванні на дальньому об'єкті тим самим об'єктивом.

### Приклад
Візьмемо за приклад 35 мм камеру із об'єктивом, що має фокусну відстань F = 50 мм. Розміри для формату зображення 35 мм становить 24 мм (по вертикалі) × 36 мм (по горизонталі), і по діагоналі приблизно 43.3 мм.
При фокусі в нескінченність, f = F, кути огляду будуть наступні:
- горизонтальний, {\displaystyle \alpha _{h}=2\arctan {\frac {h}{2f}}=2\arctan {\frac {36}{2\times 50}}\approx 39.6^{\circ }}
- вертикальний, {\displaystyle \alpha _{v}=2\arctan {\frac {v}{2f}}=2\arctan {\frac {24}{2\times 50}}\approx 27.0^{\circ }}
- діагональний, {\displaystyle \alpha _{d}=2\arctan {\frac {d}{2f}}=2\arctan {\frac {43.3}{2\times 50}}\approx 46.8^{\circ }}